# Valérie Hould-Marchand
Valérie Hould-Marchand, née le 29 mai 1980 à Rivière-du-Loup, est une nageuse canadienne spécialisée en natation synchronisée.

## Carrière
Lors des Jeux olympiques de 1996 à Atlanta, Valérie Hould-Marchand remporte la médaille d'argent olympique par équipes avec Sylvie Fréchette, Karen Clark, Janice Bremner, Karen Fonteyne, Christine Larsen, Erin Woodley, Cari Read, Lisa Alexander et Kasia Kulesza,.